# Quartet/Quintet/Sextet
| Recensione | Giudizio |
| ---------- | -------- |
| AllMusic   | [ 1 ]    |

Quartet/Quintet/Sextet è un album di Lou Donaldson, pubblicato dalla Blue Note Records nell'aprile 1957.

## Tracce
Lato A
1. If I Love Again – 2:36 (Ben Oakland, Jack Murray) – Registrato il 19 novembre 1952 a New York
2. Down Home – 3:17 (Lou Donaldson) – Registrato il 19 novembre 1952 a New York
3. The Best Things in Life Are Free – 3:20 (Lew Brown, Buddy DeSylva, Ray Henderson) – Registrato il 19 novembre 1952 a New York
4. Lou's Blues – 3:42 (Lou Donaldson) – Registrato il 20 giugno 1952 a New York
5. Cheek to Cheek – 2:58 (Irving Berlin) – Registrato il 20 giugno 1952 a New York
6. Sweet Juice – 3:26 (Horace Silver) – Registrato il 19 novembre 1952 a New York

Lato B
1. The Stroller – 5:34 (Benny Golson) – Registrato il 22 agosto 1954 ad Hackensack, New Jersey
2. Roccus – 3:22 (Horace Silver) – Registrato il 20 giugno 1952 a New York
3. Caracas – 5:38 (Lou Donaldson) – Registrato il 22 agosto 1954 ad Hackensack, New Jersey
4. Moe's Bluff – 5:06 (Elmo Hope) – Registrato il 22 agosto 1954 ad Hackensack, New Jersey

Edizione CD del 1995, pubblicato dalla Blue Note Records-CDP 7815372
1. Roccus – 3:22 (Horace Silver) – Bonus Track - Alternate Take
2. Roccus – 3:22 (Horace Silver)
3. Cheek to Cheek – 2:49 (Irving Berlin) – Bonus Track - Alternate Take
4. Lou's Blues – 3:31 (Lou Donaldson) – Bonus Track - Alternate Take
5. Lou's Blues – 3:42 (Lou Donaldson)
6. Cheek to Cheek – 2:58 (Irving Berlin)
7. The Thing's We Did Last Summer – 3:16 (Sammy Cahn, Jule Styne)
8. Sweet Juice – 3:26 (Horace Silver)
9. Down Home – 3:17 (Lou Donaldson)
10. The Best Things in Life Are Free – 3:20 (Buddy De Sylva, Lew Brown, Ray Henderson)
11. If I Love Again – 2:36 (Ben Oakland, Jack Murray)
12. Caracas – 5:38 (Lou Donaldson)
13. The Stroller – 5:34 (Benny Golson)
14. Moe's Bluff – 5:06 (Elmo Hope)
15. After You've Gone – 4:34 (Henry Creamer, Turner Layton)

- Brani 1, 2, 3, 4, 5, 6 e 7 registrati il 20 giugno 1952 a New York
- Brani 8, 9, 10 e 11 registrati il 19 novembre 1952 a New York
- Brani 12, 13, 14 e 15 registrati il 22 agosto 1954 ad Hackensack, New Jersey

## Musicisti
If I Love Again / Down Home / The Best Things in Life Are Free / Sweet Juice

Lou Donaldson Quintet
- Lou Donaldson - sassofono alto
- Blue Mitchell - tromba (tranne nel brano: Sweet Juice)
- Horace Silver - pianoforte
- Percy Heath - contrabbasso
- Art Blakey - batteria

Lou's Blues / Cheek to Cheek / Roccus / The Thing's We Did Last Summer

Lou Donaldson Quartet
- Lou Donaldson - sassofono alto
- Horace Silver - pianoforte
- Gene Ramey - contrabbasso
- Art Taylor - batteria

The Stroller / Caracas / Moe's Bluff / After You've Gone

Lou Donaldson Sextet
- Lou Donaldson - sassofono alto
- Kenny Dorham - tromba
- Matthew Gee - trombone
- Elmo Hope - pianoforte
- Percy Heath - contrabbasso
- Art Blakey - batteria